# Abris Cantos de la Visera
Les abris Cantos de la Visera sont deux abris-sous-roche voisins situés dans la commune de Yecla, dans la région de Murcie, en Espagne,. Ils comportent des peintures rupestres rattachées à l'Art levantin et à l'Art schématique ibérique, inscrites au Patrimoine mondial par l'Unesco en 1998 au sein de l'ensemble dénommé Art rupestre du bassin méditerranéen de la péninsule Ibérique (réf. 874-498). Ils sont protégés comme Bien d'intérêt culturel depuis 1996 (cote RI-51-0000286-00001).

## Situation

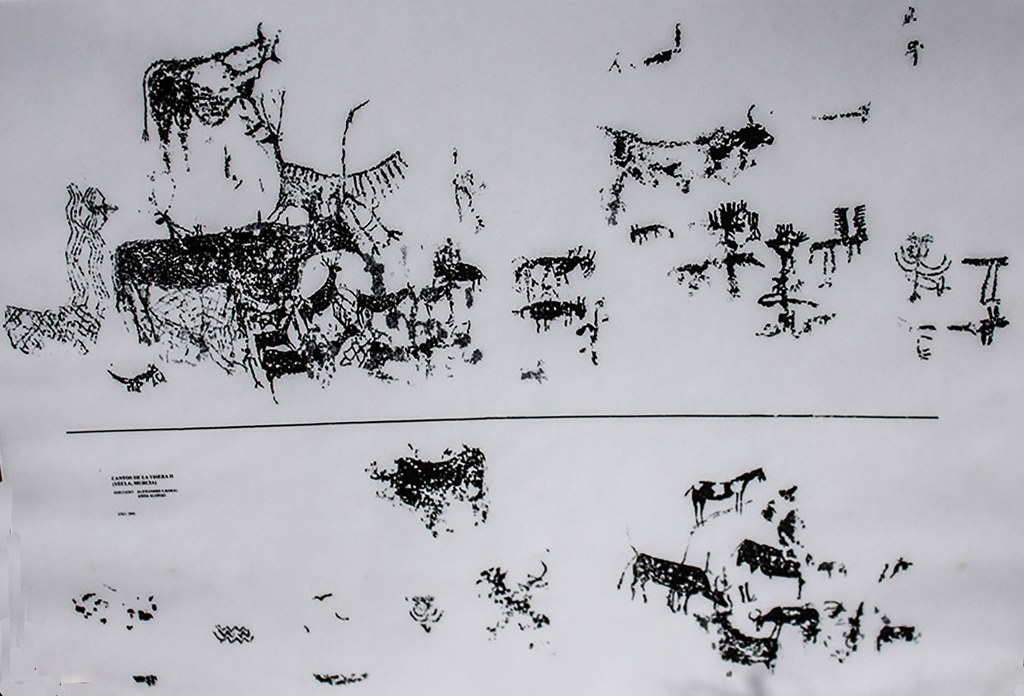
Calque des peintures de Cantos de la Visera II

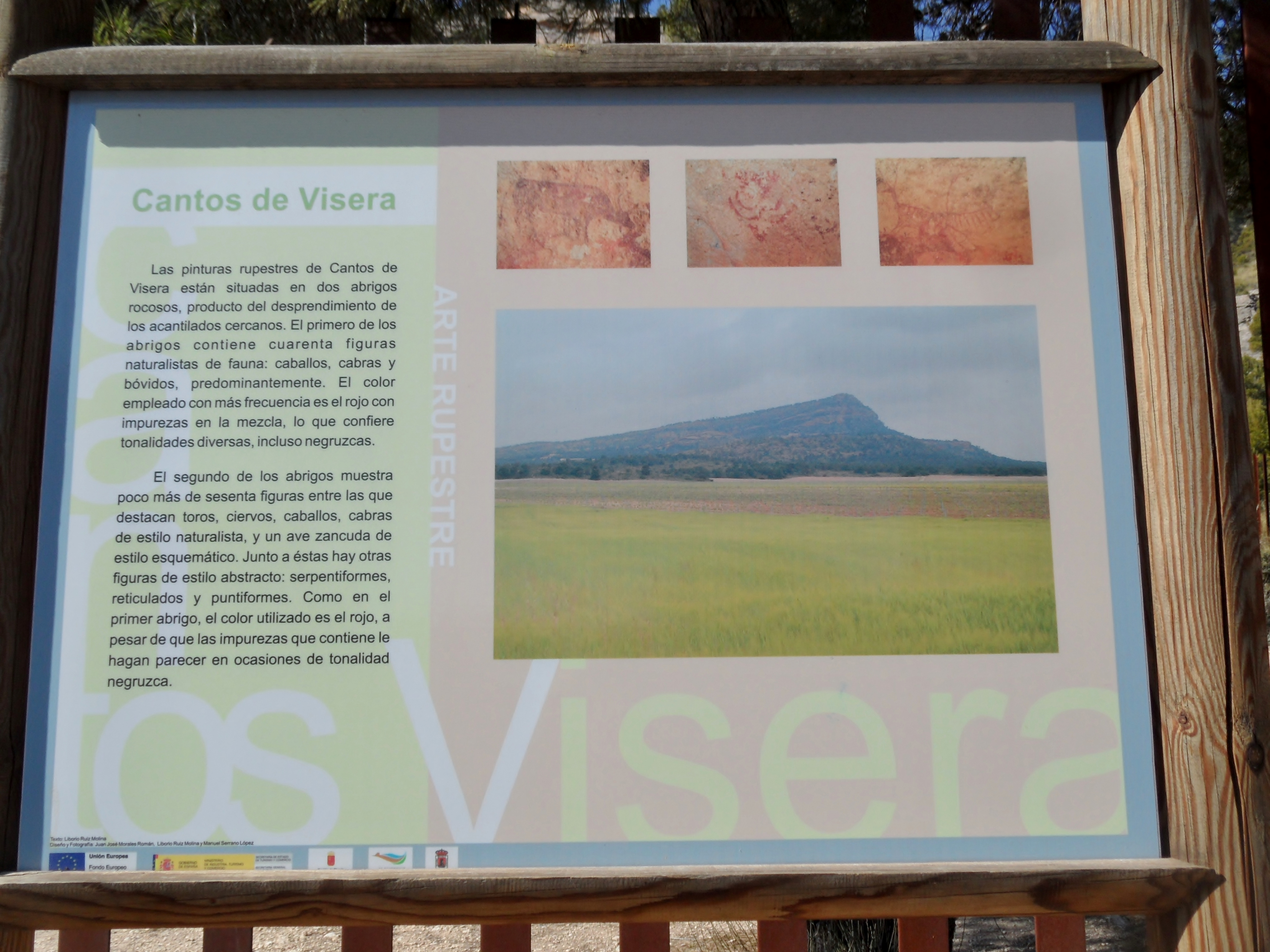
Panneau d'information

Découverts en 1912, les deux abris, séparés d'une quinzaine de mètres, sont situés sur des éboulis de la falaise orientale du Mont Arabí (es), à environ 800 m de l'abri du Mediodía.

## Description
Les deux abris comportent des figures peintes, dont la datation s'échelonne du Mésolithique à l'Âge du bronze ancien.

### Abri Cantos de la Visera I
Il contient 40 figures d'animaux : cervidés, équidés, caprinés et bovinés. La couleur la plus fréquemment utilisée est le rougeâtre.

### Abri Cantos de la Visera II
Il contient une soixantaine de figures, parmi lesquelles prédominent les humains, les bovinés et les cerfs. De plus, au centre du panneau apparaissent des figures du style schématique le plus récent, se superposant partiellement à certaines figures du style précédent : entre autres, une grue dansante, un cerf, des lignes anthropomorphes, ainsi que des lignes serpentines et pointillées en forme de réseau. La couleur utilisée est un ton rougeâtre.